# Konoe Kanetsune
Konoe Kanetsune (近衛 兼経) (né en 1210, mort le 27 mai 1259), fils de Konoe Iezane, est un Kugyō c'est-à-dire un noble de cour japonais du début de l'époque de Kamakura. Il exerce les fonctions de régent selon l'ordre suivant :
- Sesshō (1237–1242) ;
- kampaku (1242) ;
- Sesshō (1247–1252).

Avec une fille de Kujō Michiie il a un fils, Konoe Motohira.

## Source
- (ja) Konoe Kanetsune